# Drvenik Veli
Drvenik Veli er en ø i Adriaterhavet i Kroatien. Den er ligger midt i øgruppen Dalmatien, nordvest for Šolta, 1,8 km fra fastlandet. Dens areal er 12,07 km².
Øen blev først beboet i det 15. eller 16. århundrede. I kroatiske dokumenter fra det 13. århundrede nævnes øen som "Gerona" eller "Giruna". Hovederhverv er landbrug, fiskeri og turisme. Øens kyst består af mange strande med sand og småsten.
Øen har færgeforbindelse med den kroatiske linje Jadrolinija fra Split via Trogir. Færgelinjen forbinder også øen med naboøen Drvenik Mali.